# Fotosensibilità
La fotosensibilità è la proprietà di particolari materiali (chimici o biochimici) di reagire alla luce.

## Interpretazione in medicina
La sensibilità della pelle ad una sorgente di luce può essere di vario tipo. Le persone con un particolare tipo di cute (fototipo) sono più sensibili alle scottature solari. Anche farmaci particolari rendono la pelle più sensibile alla luce solare; essi includono la maggior parte degli antibiotici tetracicline e il farmaco per il cuore amiodarone.  Inoltre alcune patologie portano a un'aumentata fotosensibilità.
Ad esempio i pazienti con lupus eritematoso sistemico presentano sintomi dermatologici dopo l'esposizione al sole; anche alcuni tipi di porfiria sono aggravati dalla luce solare. Tutti i tipi di cancro della pelle sono collegati all'eccessiva esposizione al sole; la condizione xeroderma pigmentosum, una patologia ereditaria (un difetto nella riparazione del DNA), ne accelera il rischio.
In rari casi, la fotosensibilità può colpire anche gli occhi di una persona fin dalla nascita o stando troppo tempo davanti a uno schermo acceso. Nel primo caso di fotosensibilità si ha un danneggiamento di entrambe le retine conseguentemente al buio l'occhio risulta completamente nero, questo primo caso si sta ancora studiando, i soggetti che soffrono del primo caso di fotosensibilità riescono, in alcuni casi, a distinguere ogni oggetto al buio molto meglio di come riesca a vedere un gatto ad esempio comportando però la non riuscita della distinzione dei colori. Nel secondo caso invece la fotosensibilità che si subisce stando troppo tempo davanti alla luce rende gli occhi sensibili a luci come neon e lampadine domestiche, pertanto questo secondo caso non porta al danneggiamento della retina.

## Interpretazione in elettronica
Alcuni componenti elettronici come i fotodiodi e i foto-accoppiatori sono progettati per essere sensibili alla luce. Essi sono costruiti per sfruttare l'effetto fotoelettrico, cioè l'emissione di elettroni da un materiale durante l'assorbimento di radiazioni elettromagnetiche.
Quando la luce (una forma di radiazione elettromagnetica) colpisce la superficie attiva di tali dispositivi, la corrente elettrica che vi scorre attraverso, o la carica elettrica accumulata nel dispositivo aumenta o diminuisce in proporzione all'intensità e alla lunghezza d'onda della luce. Tale comportamento consente al dispositivo funzioni di regolazione e di sensore di vario tipo. Per esempio, un circuito con una fotoresistenza può rilevare la luce ambientale per accendere un lampione al tramonto. Le fotocamere digitali utilizzano dispositivi foto-accoppiati la cui estrema sensibilità alla luce consentono loro di convertire i fotoni in ingresso in variazioni di carica elettrica con grande accuratezza. Le variazioni della carica elettrica sono poi codificate in un file binario che può essere immagazzinato e veduto in seguito su uno schermo di computer o con altri mezzi.

## Interpretazione in chimica
I composti chimici che sono sensibili alla luce possono essere sottoposti a reazioni chimiche se esposti alla luce. Tali composti come ad esempio numerosi farmaci, sono conservati in contenitori scuri od opachi sino al loro uso, per prevenirne la fotodegradazione. I dispositivi chimici fotosensibili comprendono anche la retina umana e la pellicola fotografica; i loro materiali sensibili alla luce subiscono una reazione chimica se colpiti dalla luce.
Sostanze tipiche che sono fotosensibili sono i sali alcalini e gli alogenuri d'argento.